# 週刊Gallop
『週刊Gallop』（しゅうかんギャロップ）は、産経新聞社が「サンケイスポーツ特別版」として発行する競馬（主に中央競馬）専門の週刊誌である。
原則的には、毎週月曜日に日本各地の主要書店、駅売店、コンビニエンスストア、産経新聞取り扱い販売店で発売され、週末には日本中央競馬会（JRA）の競馬場・場外馬券売場（WINS=ウインズ）の新聞売店コーナーで発売されている。
なお一般書店・コンビニでの販売（産経新聞販売店と、ターミナルなど大規模店はこの限りに非ず）は原則として北海道・東北・関東（山梨県・静岡県含む）・近畿地方のみで扱っており、中国、四国、九州、北陸地区では2010年9月6日発売号より、また東海地方についても2022年（令和4年）4月6日発売号から、インターネットによる通信販売のみの取り扱いとなった。理由として印刷コストや製紙事情、また輸送費などの高騰化などをあげており、現状の企業努力での価格維持が困難になったためとしている。このため、近畿地方と産経新聞販売店・大規模店を除く東海・北陸以西については、個別宅配による定期購読ないしAmazon.co.jpなどのオンライン書店、あるいは子会社の産経デジタルが展開する電子版『サンスポZBAT!』の有料コンテンツを利用するように呼び掛けている。

## 概要
1993年10月18日、同年10月24日号として創刊。スポーツ新聞発行の競馬専門雑誌ということで週末の中央競馬レースのカラーグラビアや詳細記事などを月曜日の発売時にすぐに読めるということで人気を集めている。このほか、ペーパーオーナーゲーム（POG）や日本国外の競馬・地方競馬に関連する記事、今週の重賞競走の予想記事などが充実している。またJRA所属騎手だった蛯名正義（現・調教師）、後藤浩輝（故人）らのコラムも連載されていた。
2007年5月21日発売の同年5月27日号（第74回日本ダービー特集号）から「新創刊第1号」と銘打って雑誌のリニューアルが図られた。表題「Gallop」のロゴデザインが変更され、雑誌の縦のサイズが約1.5センチメートル大きくなり、縦書きの記事がほとんど横書きに変更され、それまで右閉じ（左開き）だった雑誌が左閉じ（右開き）になった。しかし、2009年10月26日発売の同年11月1日号からもとの右閉じ（左開き）および縦書き重視の装丁になり（雑誌のサイズはリニューアル時のまま）、2015年3月23日発売の同年3月29日号から再びリニューアル、ロゴデザインをほぼ当初のものに戻した（当初との違いは「Gallop」の「G」を大きくしたこと）。

## 連載コーナー
- 「白井スペシャル」白井寿昭
- 「馬券術 長の一念」岡田牧雄
- 岡部幸雄のGI観戦記
- 「ちょっとイイ話」 - 吉田照哉（社台ファーム総帥・JRA馬主）
- 「謎解きは○○の前に」東山篤哉
- 究極のWIN5攻略
- 「超・馬券のヒント」治郎丸敬之
- 「新・競馬維新八策」河村清明
- IPATでEnjoy!! 地方競馬
- 地方競馬ニュース・ダイジェスト
- 「招福馬来」福原直英／「ひだか牧場リレー日記」
- 「競馬史料館」井崎脩五郎
- 「GLOBAL EYE」合田直弘
- World News
- 「EUフロントライン」沢田康文
- 北の国から 馬産地ニュース
- 「名馬は一日にして成らず」石田敏徳
- 誌上パドック
- 「風のたより」
- Gallop探偵団
- 入厩3歳馬調教タイム／3歳次走情報
- うまカレのガチ馬券勝負!
- 「赤門式」ジョッキー辞典
- 券王選手権
- 馬事往来
- Gリサーチ／toto Gクラブ／占い
- 「馬券の真実」藤代三郎
- 「おってけ!3ハロン」松本ぷりっつ
- Gallopクラブ/G記者誌上日誌
- 「競馬通の詩」
- 松中みなみの突撃バックヤードツアー
- 「○○だけど馬主」
- 「これに俊話なし」浜中俊
- 「がんばれ!菜七子なでしこ」藤田菜七子

## おもな執筆者
（50音順、連載終了したコーナーも含む）
- 安西美穂子
- 安藤勝己（元騎手）
- 石川肇（研究者）- 「馬の文化手帖」（文学者と競馬とのかかわりを描いたSeason1、文学者と競馬場とのかかわりを描いたSeason2）
- 蛯名正義（騎手）
- 大月隆寛（民俗学者）
- 岡部幸雄（元騎手） - 「馬優先主義」（2007年1月9日発売の1月14日号・第592回をもって終了）、岡部幸雄のGI観戦記
- 柿沢未途（政治家） - 「競馬ファン代表質問」
- 河内洋（調教師）
- 北野義則（放送作家）
- 木村幸治（作家）
- 小島良太（調教助手） - サークルKEIBA
- 後藤浩輝（騎手）
- 佐々木主浩（野球評論家・JRA馬主） - 『○○だけど馬主』
- 佐藤洋一郎（サンケイスポーツOB）
- 柴田政人（調教師）
- 柴田善臣（騎手）
- デイヴィッド・シャピロ
- 須藤靖貴 - 2007年の新創刊第1号より、青春競馬小説と銘打った『リボンステークス』を連載（全5回）。続編の『ジャックポットレビュー』を経て、2011年1月よりスピンオフ作品『ゲート・イン』を連載
- 薗部博之（ゲームクリエイター・JRA馬主） - 『○○だけど馬主』
- 田中哲美（競走馬生産者） - サークルKEIBA
- 谷川直子
- ミルコ・デムーロ - 『勝利のために』
- Dr.コパ（建築家・JRA馬主） - 『○○だけど馬主』
- 野平祐二（調教師）
- 藤沢和雄（JRAアドバイザー・元調教師）
- 三浦大輔（プロ野球横浜DeNAベイスターズ監督・JRA馬主） - 『○○だけど馬主』
- 藤代三郎（競馬評論家、小説家、評論家） - 「馬券の真実」。創刊号から2022年12月24・25・28日「有馬記念・ホープフルステークス特集号」までの足掛け30年近く連続掲載していたが、2023年（令和5年）1月19日に死去したため事実上遺稿、かつ未完の形で終了した。
- ホーク爺
- ミュアリアル・レノックス（カナダ、スポーツジャーナリスト）
- 幸英明（騎手）
- 大和屋暁（アニメ脚本家・JRA馬主）『○○だけど馬主』
- 吉川良（作家）
- レイ・ポーリック（アメリカ、ブラッド・ホース元編集長）
- アンドリュー・コーフィールド（イギリス競馬ジャーナリスト）
- 松本ぷりっつ（漫画家）
- 吉井慎一（元お笑いタレント「チング」） - 「吉井慎一の武豊バレット日記」（隔週連載）

## 増刊号
多数の臨時増刊があり、『JRA重賞年鑑』『丸ごとPOG』は毎年発行されている。2000年から2002年にかけて発行された『週刊100名馬』は2002年度のJRA賞馬事文化賞に選ばれた。
また、サンケイスポーツが発行する競馬以外の増刊雑誌（プロ野球、オリンピック、将棋、パチンコ「ジャンバリ」=近畿地方のみなど）も当雑誌創刊後は「サンスポ特別版」から「Gallop増刊」扱いで発行されている。

## イメージキャラクター
初期のイメージキャラクターは馬を擬人化した「パカランJr.」で、テレビCMでは田中星児と共演した。2011年10月、松本ぷりっつのデザインによる新しいイメージキャラクター2体が発表され、公募をもとに「ジーにぃ」「ジスター」と名付けられた。

## 非常時の対応
2007年8月の馬インフルエンザによる中央競馬開催中止のときも、成績コーナー部分を割愛する形で8月20日発売の8月26日号は通常発行された（週刊競馬ブックは休刊）。2011年3月の東日本大震災のときの中央競馬開催中止後の3月14日発売予定・3月20日号は競馬開催の今後の見通しが不明だったこともあり、週刊競馬ブックともども休刊となっている。